# Abdallah Ibrahim
Abdallah Ibrahim in arabo  عبد الله إبراهيم  (Marrakech, 24 agosto 1918 – Casablanca, 11 settembre 2005) è stato un politico marocchino, Primo ministro del Marocco dal dicembre 1958 al maggio 1960 per il Partito dell'Indipendenza (Istiqlal).